# Harrington Sound

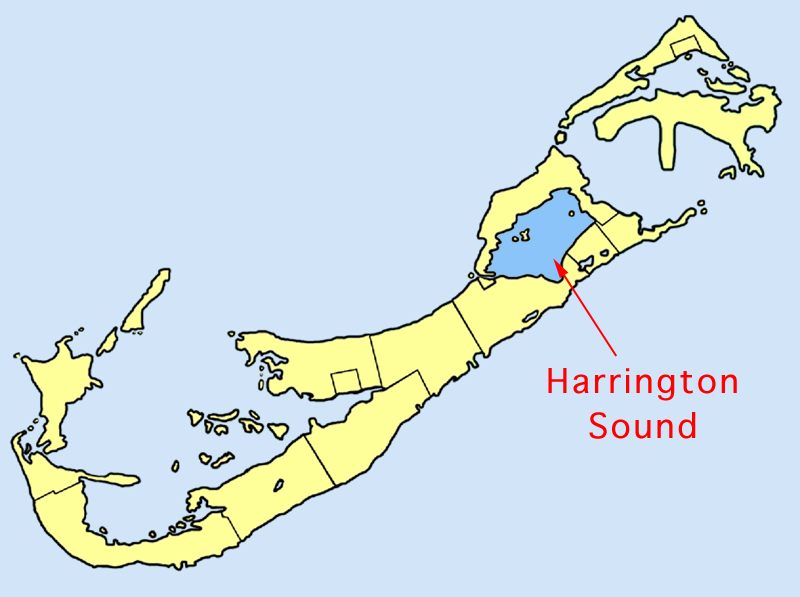
Lage des Harrington Sound

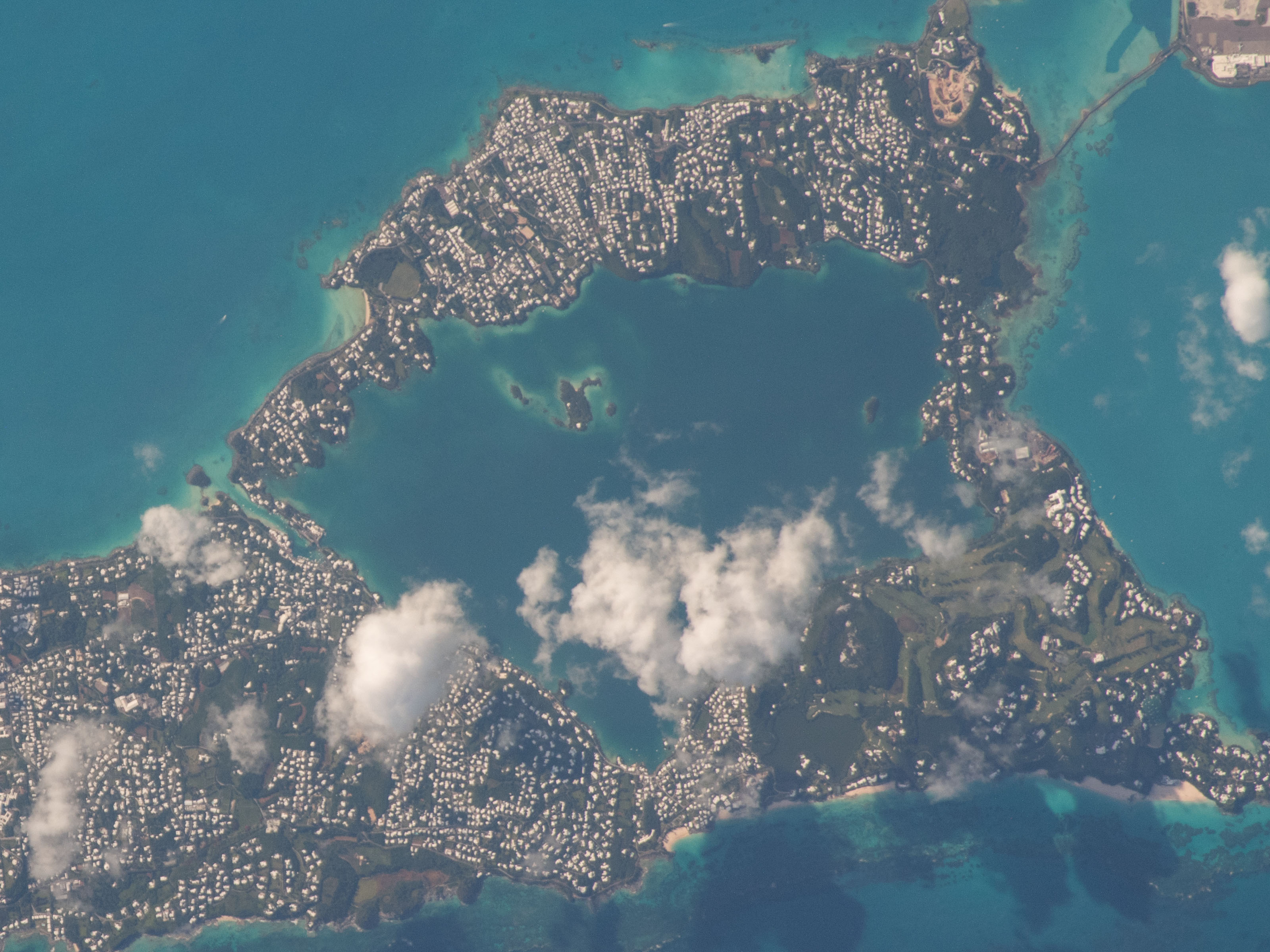
Satellitenbild des Harrington Sound

Harrington Sound ist ein Sund (eine Bucht) im Osten der atlantischen Bermuda-Inseln.
Die Bucht ist fast vollständig von den östlichen Landflächen von Grand Bermuda, der Hauptinsel von Bermuda, umschlossen. Eine Verbindung zum Atlantik besteht lediglich über einen 30 Meter breiten Durchgang zum Flatt's Inlet, einer schmalen 600 Meter langen Meerenge.
Der Harrington Sound ist etwa drei Kilometer lang und im Durchschnitt 1,7 Kilometer breit. Dort liegen einige kleine, meist unbewohnte Inseln.
Koordinaten: 32° 19′ 45″ N, 64° 43′ 24″ W